# Bangor and Aroostook Railroad
Le Bangor and Aroostook Railroad (sigle de l'AAR : BAR) était un chemin de fer américain de classe I, qui permit de relier Bangor au Comté d'Aroostook dans le nord du Maine. Dans les années 1950, les fourgons (ou box cars) du BAR reçurent une livrée bleu, blanc, rouge, identifiable dans le pays tout entier. Les locomotives diesel de première génération entrèrent en service sur le BAR jusqu'à ce qu'elles deviennent des pièces de musée. Les changements économiques des années 1980, couplés au départ des industries lourdes dans le nord du Maine, obligèrent la compagnie à chercher un repreneur et cessa ses activités en 2003. Sa ligne fut reprise par un chemin de fer de classe II appelé Montreal, Maine & Atlantic Railway.

## La construction du réseau
La compagnie fut créée en 1891 pour réunir le Bangor and Piscataquis Railroad et le Bangor and Katahdin Iron Works Railway. Il était basé à Bangor d'où ses lignes partaient vers Oakfield et Houlton en 1894. La ligne fut prolongée de Houlton à Fort Fairfield et Caribou en 1895. Une branche parallèle fut réalisée d'Oakfield à Ashland en 1896. Une autre branche fut construite de Caribou à Limestone en 1897. La ligne principale fut prolongée de Caribou à Van Buren en 1899. L'embranchement de Ashland fut prolongé à Fort Kent en 1902. Une extension vers le sud fut réalisée en 1905 pour relier le Northern Maine Junction à Searsport sur le Penobscot Bay. Le Medford Cutoff reliant Packard à South Lagrange fut achevé en 1907; et un embranchement fut construit de Millinocket vers une nouvelle papeterie à East Millinocket. La voie fut prolongée en 1910 de Van Buren vers le nord en longeant  le St. John River traversant Madawaska et Fort Kent pour terminer à Saint Francis in 1910; Mapleton fut relié à Stockholm et Presque Isle sur la ligne principale, et vers Squapan sur l'embranchement de Ashland. Un pont international fut bâti sur le fleuve Saint-Jean à Van Buren en 1915 pour se connecter au Canadian National Railway.

## Les marchandises
Dès 1895, le B&AR commença par transporter des pommes de terre dans des wagons équipés de chauffage. Les pommes de terre apportèrent des recettes stables durant la Grande Dépression, et apportèrent jusqu'à 50 % des revenus de la compagnie durant la Seconde Guerre mondiale. Dans les années 1950, le B&AR possédait la deuxième flotte de wagons réfrigérés (reefers) des États-Unis après le Santa Fe. Le B&AR avait conclu un arrangement avec la Pacific Fruit Express (PFE), dans lequel les reefers du PFE acheminaient les pommes de terre du Maine durant les mois d'hiver, tandis que ceux du B&AR transportaient les productions californiennes durant l'été et l'automne. Mais dans les années 1960, avec l'achèvement du réseau autoroutier dans le nord du Maine, les camions commencèrent à transporter les pommes de terre.

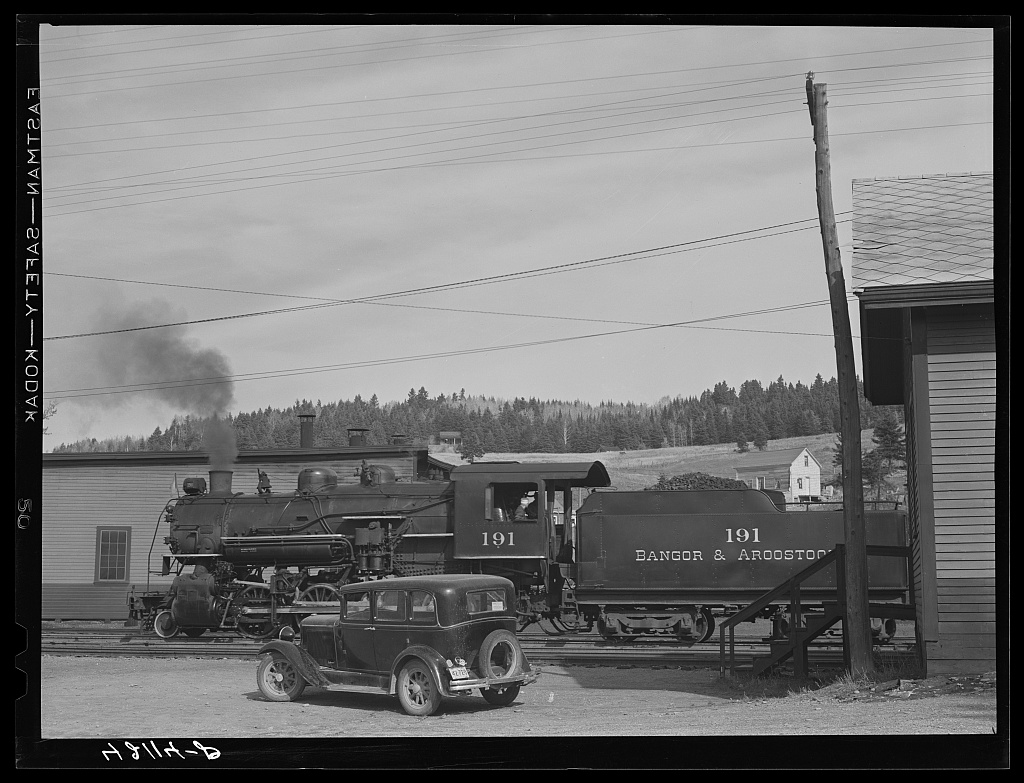
Locomotive du B&R au terminus de fret, Caribou, Maine, en 1940.

À partir de 1900, l'importation de produits chimiques, et l'exportation de papiers produits par les papeteries de Millonocket et d'East Millinocket sur le fleuve Penobscot, constituèrent une importante source de revenus. Une autre papeterie fut construite à Madawaska en 1925. Tandis que le transport de grumes et de fragments de bois vers les papeteries augmentait, celui des pommes de terre déclinait. 
L'isolement du port de Searsport fut mis à profit lors de la seconde guerre mondiale pour embarquer les munitions ; et lors de la guerre froide, le B&AR acheminait du charbon de chauffage et du fioul aéronautique à Loring Air Force Base pour les bombardiers de défense stratégique aérienne. 
Durant les années 1950, les 2500 wagons fourgons (box cars) du B&AR furent peints en rouge, blanc et bleu, couleurs du drapeau américain ; cela fut à nouveau le cas, lors de la guerre du Viêt Nam.

## Le déclin

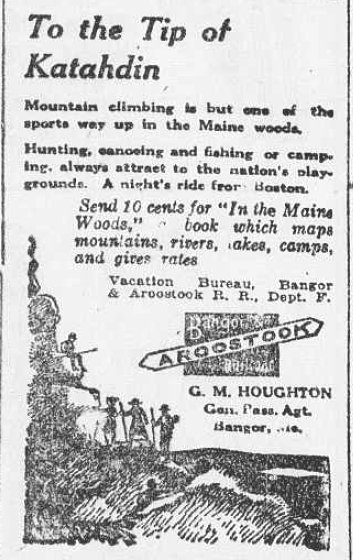
Publicité pour le tourisme au Maine, 1921.

La ligne Brownville Junction / Katahdin Iron Works fut abandonnée en 1922, mais les rails restèrent en place jusqu'en 1933. 
Le trafic voyageurs prit fin en 1961. 
L'embranchement Greenville fut démantelé de 1962 à 1964. Certains tronçons du comté d'Aroostook furent abandonnés lorsque le trafic de pomme de terre disparut dans les années 1970. 
En 1995, le B&AR fut acquis par Iron Road Railways. En 2002, la compagnie fut déclarée en banqueroute, et en 2003, sa ligne fut vendue à Rail World Inc., qui l'incorpora à la nouvelle compagnie de classe II: Montreal, Maine and Atlantic Railway. Après l'Accident ferroviaire de Lac-Mégantic en 2013, la ligne a été vendue à Fortress Investments et une nouvelle compagnie, Chemins de fer du Centre du Maine et du Québec, deviendra l'opérateur des lignes de chemins de fer acquises. La nouvelle compagnie a fait l’acquisition de l'ancienne gare de triage et atelier de réparations à Milo (Maine) et en fait la rénovation.